# 康查尔集团
康查尔集团是克罗地亚一家著名的电气工业公司，也是中欧地区规模最大的工业企业之一，总部位于克罗地亚首都萨格勒布。康查尔集团的主要业务涵盖电力工业和轨道交通装备，产品包括发电设备、输电系统、电力牵引、铁路机车车辆等，其产品主要出口市场包括德国、斯洛文尼亚、马其顿共和国、塞尔维亚、捷克、瑞典、保加利亚等地。至今康查尔集团拥有20家附属企业和1家联营企业，员工总数超过4000人。